# Pascal Tayot
Pascal Tayot, né le 15 mars 1965 à Gennevilliers dans les Hauts-de-Seine, est un ancien judoka français qui évoluait dans la catégorie des moins de 86 kg (autrement désignée poids moyens). Médaillé d'argent aux Jeux olympiques de 1992, il est champion d'Europe en 1992 et 1993. 

## Biographie
Il commence le judo au club de l'ESC Trappes à l'âge de neuf ans.
Il se révèle par un titre européen chez les juniors en 1985 avant de devenir champion du monde militaire l'année suivante. Il décroche sa première médaille internationale en senior en 1988 en prenant la troisième place lors du championnat d'Europe.
Terminant au pied du podium lors des Mondiaux 1991, il remporte le titre européen à Paris en 1992. Sélectionné lors des Jeux olympiques de Barcelone, Pascal Tayot remporte la médaille d'argent après avoir échoué en finale face au Polonais Waldemar Legien.
Il est sacré champion d'Europe par équipe en 1993[pas clair]. Il conserve son titre européen cette année et se retire des tatamis internationaux en 1994.
Après sa carrière, il devient responsable de la communication à la RATP tout en faisant en parallèle des études de management à Orsay afin d'obtenir un DESS.
Dès le début des années 1990 il entraîne dans différents clubs sportifs parisiens. Il entraîne les judokas du club de Ville d'Avray jusqu'en 1994, puis plus tard ceux de l'ACBB.
Il est ensuite également l'entraîneur de l'équipe d'Île Maurice lors des Jeux olympiques d'Atlanta avant de devenir consultant sur Eurosport.
Il entraîne aussi l'équipe de Finlande.

## Palmarès

### Jeux olympiques
- Jeux olympiques de 1992 à Barcelone (Espagne) :
  -  Médaille d'argent dans la catégorie des moins de 86 kg (poids moyens).

### Championnats du monde
- Championnats du monde 1991 à Barcelone (Espagne) :
  - 5e dans la catégorie des moins de 86 kg (poids moyens).

### Championnats d'Europe
| Catégorie / Année        | 1988 | 1992 | 1993 |
| ------------------------ | ---- | ---- | ---- |
| -78 kg (poids mi-moyens) | 3e   | -    | -    |
| -86 kg (poids moyens)    | -    | 1er  | 1er  |

## Autres
Par équipes :
- 2 titres de champion d'Europe par équipes.

Juniors :
- Champion d'Europe juniors en 1985 à Delémont (Suisse).

Tournois :
- 5 podiums dont 2 victoires au Tournoi de Paris.

National :
- 3 titres de champion de France (5 médailles).

- Grade: Ceinture Blanche-rouge 6e DAN (2002)[3].